# ناحیه حیدرآباد، سند
ناحیه حیدرآباد (به انگلیسی: Hyderabad District) یکی از ناحیه‌های پاکستان در پاکستان است که در ایالت سند واقع شده‌است. ناحیه حیدرآباد ۲٬۱۹۹٬۴۶۳ نفر جمعیت دارد.